# Koovagam
Koovagam (tamoul : கூவாகம்) est un village du taluk d'Ulundurpet, dans le district de Kallakurichi, au nord de l'état indien du Tamil Nadu. Il est célèbre pour son festival annuel des personnes transgenres et travesties, qui dure quinze jours, lors du mois Tamoul de Chitrai (avril/mai).
Le festival a lieu au temple de Koothandavar dédié à Aravan (Koothandavar). Les participantes se marient au dieu Koothandavar, donc rejouent le mythe antique du dieu Vishnu/Krishna qui l'épousa après avoir pris la forme d'une femme appelée Mohini. Le jour d'après, elles pleurent la mort du dieu Koothandavar à travers des rituels de danses, et en brisant leurs bracelets. Le concours annuels de beauté, et plusieurs autres compétitions, telles que le concours de chant, ont lieu[citation nécessaire].
Les droits fondamentaux des personnes transgenres et travesties, relatifs aux soins de santé, sont discutés lors de séminaires ; les gens viennent de différents endroits pour assister à ce festival.
L'emplacement se trouve à 25 km de Viluppuram, et à 15 km d'Ulundurpet. Il est également distant de 75 km à Pondichéry.